# Marius de Romanus
Marius de Romanus (Marius el Romano) es un personaje de ficción que aparece en las novelas de Anne Rice. Es el protagonista del libro Sangre y Oro y ha aparecido también como personaje en los libros de Lestat el Vampiro, La Reina de los Condenados (en cuya adaptación cinematogáfica dicho papel fue interpretado por el actor Vincent Pérez), entre otros.
En los relatos, es el encargado de guardar y mantener a Akasha y a Enkil,  los primeros vampiros.

## Como vampiro
Sus inicios en la vida vampírica se cuentan por primera vez en la segunda novela de las Crónicas vampíricas titulada Lestat el vampiro.

## Personajes relacionados
- Lestat de Lioncourt
- Louis de Pointe du Lac
- Armand

## Apariciones en
- Lestat el vampiro
- La reina de los condenados
- El ladrón de cuerpos
- El vampiro Armand